# Archinycteribia actena
Archinycteribia actena är en tvåvingeart som beskrevs av Paul Speiser 1900. Archinycteribia actena ingår i släktet Archinycteribia och familjen lusflugor. Inga underarter finns listade i Catalogue of Life.
Artens utbredningsområde är Bismarckarkipelagen.